# 키모토아 엑시구아
키모토아 엑시구아(라틴어: Cymothoa exigua)는 어류에 기생하는 등각류이다. 키모토아속의 다른 종과 함께 어류 기생충으로 분류되어 있다.

## 분포
키모토아 엑시구아는 캘리포니아만을 중심으로 널리 분포되어 있다. 1942년 루이지애나 연안에서도 발견되었다는 기록이 있으나 현재는 인정되지 않는다. 수심 60m 이하의 깊이에서 발견되며 대부분은 2-20m에서 발견된다. 주로 트롤 어업이나 바다에 독을 풀어 물고기를 잡는 방식(Fish toxins)의 어업 도중 발견된다.

## 생태
어류의 혀와 아가미에 기생하는데 어류의 종류에 따른 키모토아 엑시구아의 감염률은 큰 차이가 없다. 처음에는 성별이 없지만.성장함에 따라 성별이 바뀌는데 성체가 되기 전까지는 모두 수컷이며 10mm이상 자라야 암컷이 될 수 있다. 암컷은 혀옆에 붙어 피를 빨아먹고 입 안에 기생한다. 다 큰 키모토아 엑시구아는 성체가 되기 전의 키모토아 엑시구아와 숙주의 아가미에 붙어서 짝짓기를 한다. 성별에 따라 숙주의 성장에 미치는 영향은 크게 차이나지 않으나 키모토아 엑시구아에 감염된 개체의 경우 그렇지 않은 개체보다 손상(The degree of damage factor)이 크다. 하지만 키모토아 엑시구아가 없는 것과 비교해 숙주에게 어떤 이점을 주는지는 관찰되지 않았다.